# Giennadij Łalijew
Giennadij Kazbiekowicz Łalijew (ros. Геннадий Казбекович Лалиев ur. 30 marca 1979 w Cchinwali) – rosyjski, a potem kazachski zapaśnik w stylu wolnym. Trzykrotny olimpijczyk. Czwarty zawodnik Igrzysk w Sydney 2000 w kategorii 76 kg. Srebrny medalista z Aten 2004 w kategorii 74 kg. Trzynasty w Pekinie 2008 w kategorii 84 kg.
Jako junior startował dla Rosji. Był mistrzem świata i europy. Od 1999 zawodnik Kazachstanu. Pięciokrotny uczestnik Mistrzostw Świata, brązowy medal w 2003. Piąty na Igrzyskach Azjatyckich w 2002. Trzy razy walczył w Mistrzostwach Azji, zdobył dwa medale. Drugi zawodnik Igrzysk Wschodniej Azji w 2001 roku.
Jego brat Wadim Łalijew, był również zapaśnikiem, medalistą mistrzostw Europy.